# Mariza

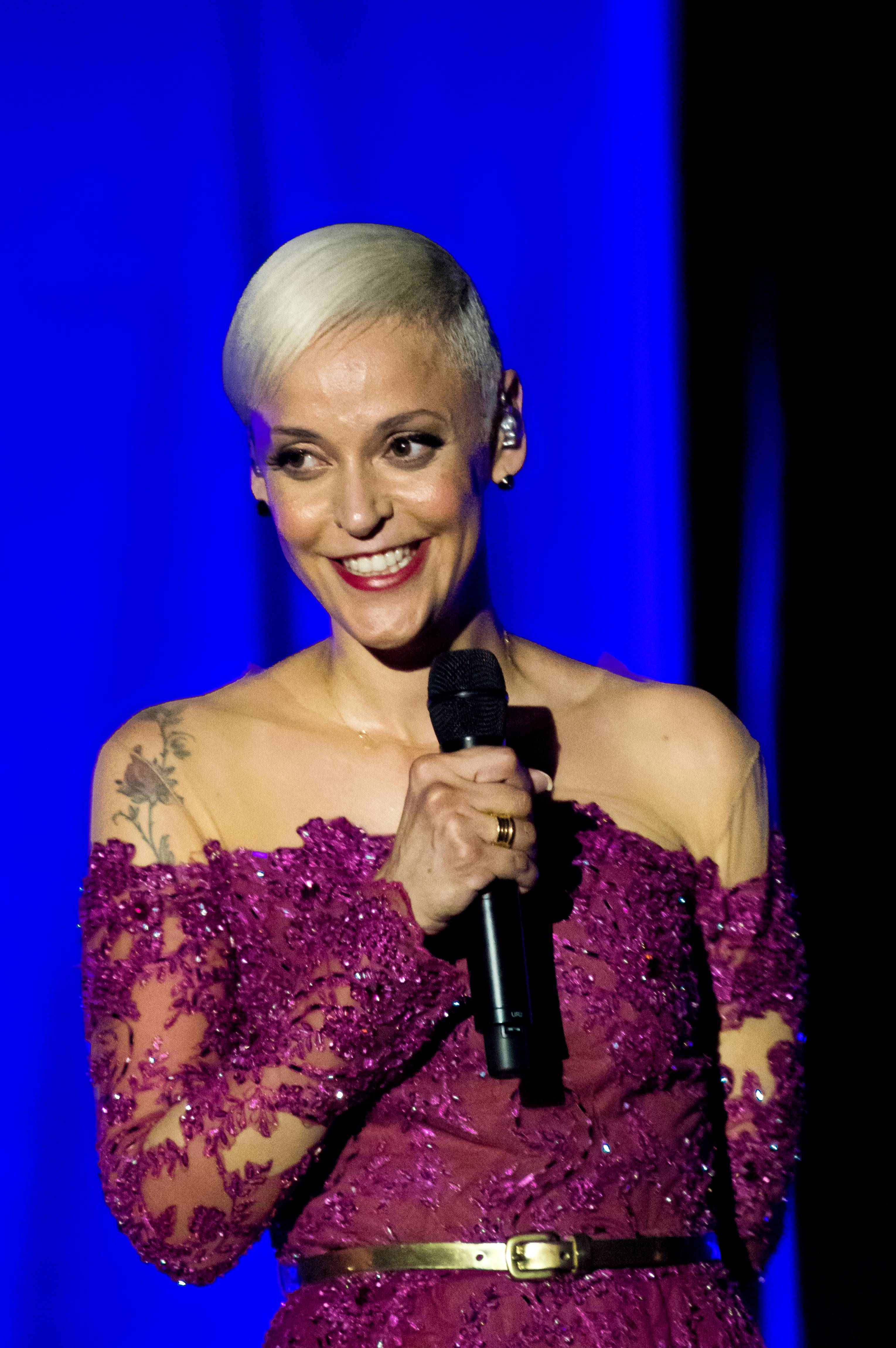
Marisa "Mariza" dos Reis Nunes, 2015

Mariza är ett kvinnligt förnamn. Det är en variant av Marisa på portugisiska och en variant av Marija på slovenska.
- Mariza (fotbollsspelare) (född 2001), brasiliansk fotbollsspelare
- Mariza (sångare) (född 1973), portugisisk sångare, Marisa "Mariza" dos Reis Nunes
- Mariza Ikonomi (född 1983),  albansk sångare
- Marísa García (född 2006), spansk fotbollsspelare